# 캐럴 채닝
캐럴 채닝(영어: Carol Elaine Channing, 1921년 1월 31일 ~ 2019년 1월 15일)은 미국의 배우, 코메디언, 가수, 댄서이다.

## 영화
- 리틀 네모
- 썸벨리나

## 텔레비전
- 머펫 쇼
- 매그넘 P.I.
- 세서미 스트리트
- 못말리는 유모
- 스페이스 고스트 코스트 투 코스트
- 패밀리 가이
- 루폴의 드래그 레이스

## 사진

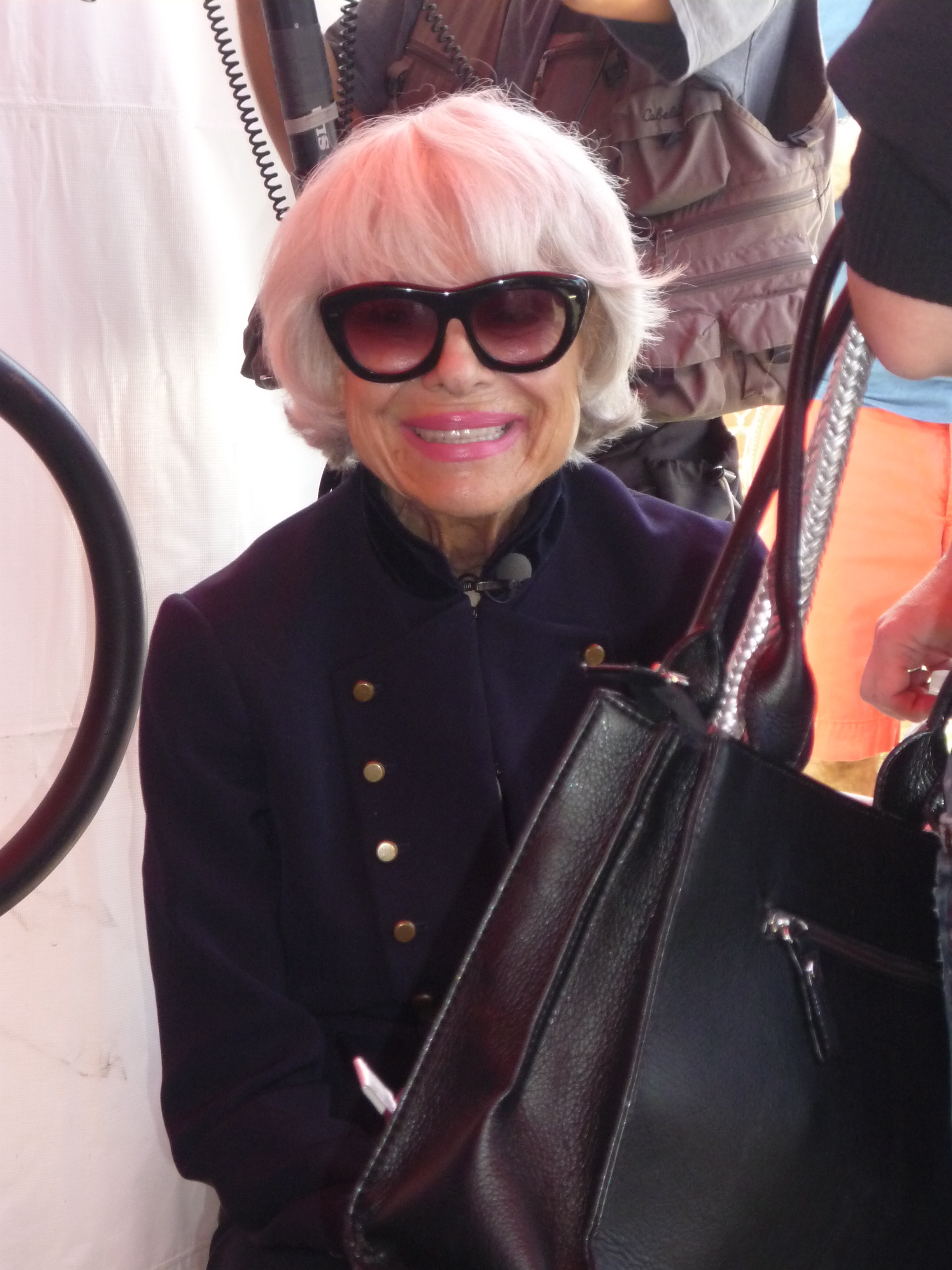
2009년 캐럴 채닝
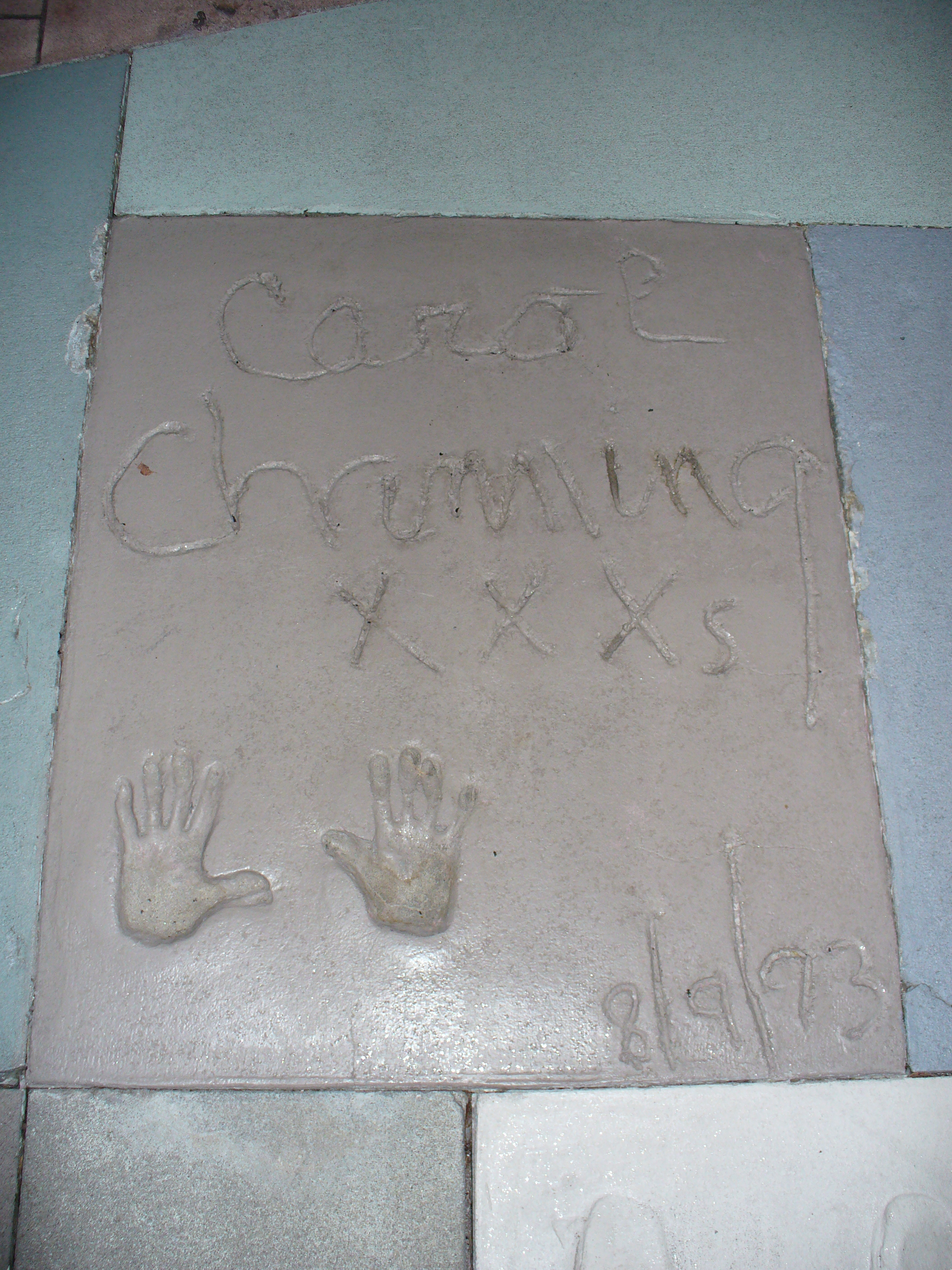
디즈니 할리우드 스튜디오내 캐롤 채닝의 손도장과 글씨